# Ranok, Korop
Ranok (în ucraineană Ранок) este un sat în comuna Krasnopillea din raionul Korop, regiunea Cernihiv, Ucraina.

## Demografie
Componența lingvistică a localității Ranok
     Ucraineană (100%)
Conform recensământului din 2001, toată populația localității Ranok era vorbitoare de ucraineană (100%).